# Championnat de Norvège féminin de football 2024
Navigation
Édition précédente Édition suivante
Le championnat de Norvège féminin de football 2024 est la 38e édition du championnat de Norvège féminin. Le Vålerenga FD défend son titre tandis que Kolbotn Fotball est promu.

## Déroulement de la saison
Chaque équipe affronte les autres trois fois. L'équipe la mieux classée est sacrée championne et qualifiée pour la Ligue des champions en compagnie de la deuxième meilleure équipe. L'équipe à la troisième place est qualifiée dans la nouvelle compétition européenne qui verra le jour en 2025. La dernière équipe est reléguée en D2 tandis que l'avant-dernière dispute un match de barrage pour le maintien.
Le champion sortant Vålerenga FD termine de nouveau à la première place et remporte son 3e titre de champion de Norvège.

## Compétition
Le barème utilisé pour établir le classement est le suivant : 3 points pour une victoire, 1 point pour un match nul et 0 point pour une défaite.
| Rang | Équipe            | Pts  | J  | G  | N | P  | Bp | Bc | Diff |
| ---- | ----------------- | ---- | -- | -- | - | -- | -- | -- | ---- |
| 1    | Vålerenga FDT     | 73   | 27 | 24 | 1 | 3  | 74 | 17 | +57  |
| 2    | SK Brann          | 58   | 27 | 19 | 1 | 7  | 70 | 24 | +46  |
| 3    | Rosenborg BK      | 46   | 27 | 15 | 1 | 11 | 38 | 32 | +6   |
| 4    | Lillestrøm SK     | 44-4 | 27 | 14 | 6 | 7  | 43 | 31 | +12  |
| 5    | Stabæk FK         | 37   | 27 | 11 | 4 | 12 | 40 | 38 | +2   |
| 6    | Lyn FD            | 33   | 27 | 9  | 6 | 12 | 25 | 41 | -16  |
| 7    | Røa IL            | 29   | 27 | 9  | 2 | 16 | 22 | 37 | -15  |
| 8    | Kolbotn Fotball P | 26   | 27 | 7  | 5 | 15 | 28 | 55 | -27  |
| 9    | Åsane FD          | 18   | 27 | 3  | 9 | 15 | 19 | 39 | -20  |
| 10   | Arna-Bjørnar      | 15   | 27 | 2  | 9 | 16 | 17 | 63 | -46  |

|  | Qualifié pour la Ligue des champions                                                      |
|  | Qualifié pour la Coupe Europa                                                             |
|  | Barragiste                                                                                |
|  | Relégué en D2                                                                             |
|  | (T) Tenant du titre (C) Vainqueur de la Coupe de Norvège (P) : Promu de deuxième division |

### Barrage de maintien/relégation
Åsane FD rencontre le deuxième de 2e division, FK Bodø/Glimt, les deux rencontres se terminent par un match nul (0-0 et 1-1), FK Bodø/Glimt gagnera 4 à 2 lors de la séance de tirs au but et est promu en Toppserien.

## Bilan de la saison
| Championnat de Norvège féminin de football 2024        |                         |
| Champion                                               | Vålerenga FD (3e titre) |
| Dauphin                                                | SK Brann                |
| Coupes et trophées                                     |                         |
| Vainqueur de la Coupe de Norvège 2024                  |                         |
| Qualifications continentales                           |                         |
| Ligue des champions féminine de l'UEFA 2025-2026       | Vålerenga FD            |
| Ligue des champions féminine de l'UEFA 2025-2026       | SK Brann                |
| Coupe Europa féminine de l'UEFA 2025-2026              | Rosenborg BK            |
| Promotions et relégations                              |                         |
| Promus en Championnat de Norvège féminin de football   | Hønefoss Ballklubb      |
| Promus en Championnat de Norvège féminin de football   | FK Bodø/Glimt           |
| Relégués en Championnat de Norvège féminin de football | Arna-Bjørnar            |
| Relégués en Championnat de Norvège féminin de football | Åsane FD                |